# سد غينزانغاوا
 سد غينزانغاوا هو سد جاذبية يقع في محافظة ياماغاتا في اليابان. يستخدم السد للسيطرة على الفيضانات. تبلغ مساحة مستجمعات المياه في السد كيلومترًا مربعًا. يحجز السد حوالي 6 هكتارات من الأرض عندما يمتلئ ويمكنه تخزين 263 ألف متر مكعب من المياه. اكتمل بناء السد في عام 1963. 